# Hiwwe wie Driwwe
 (mars 2012).
Si vous disposez d'ouvrages ou d'articles de référence ou si vous connaissez des sites web de qualité traitant du thème abordé ici, merci de compléter l'article en donnant les références utiles à sa vérifiabilité et en les liant à la section « Notes et références ».
Hiwwe wie Driwwe est une revue en allemand de Pennsylvanie. L'allemand de Pennsylvanie ou pennsilfaanisch (Pennsilfaanisch-Deitsch, Pennsilfaani-Deitsch) est une langue (ou dialecte de haut-allemand) minoritaire parlée dans certaines régions aux États-Unis (Pennsylvanie, Indiana, Ohio, Wisconsin, Iowa, etc.) et au Canada (Ontario).